# Ràdio a vàlvules

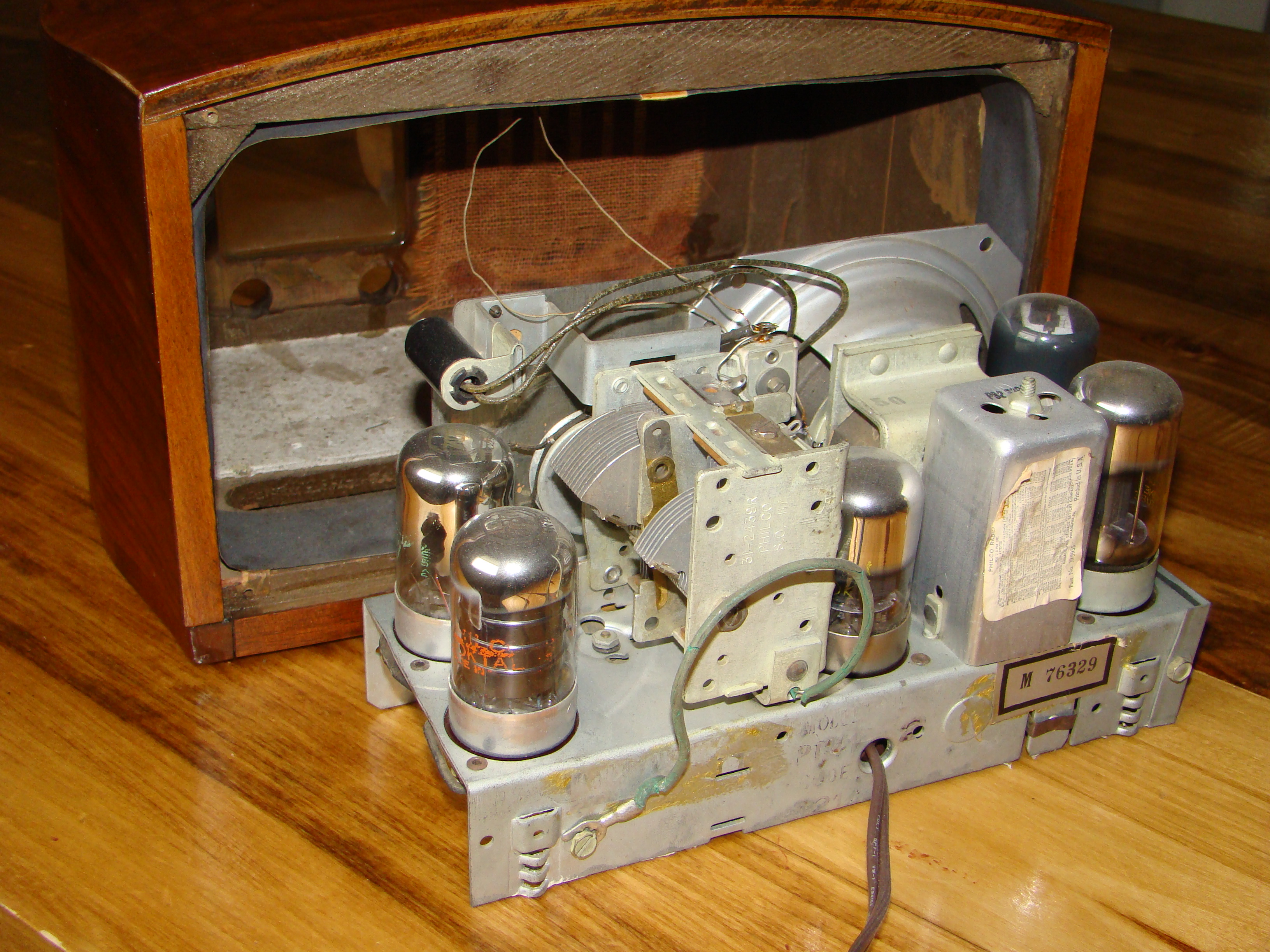
Interior d'una ràdio a vàlvules Philco.

La ràdio a vàlvules  són receptors que es van fabricar després de la ràdio a galena. L'ús de la vàlvula tríode i les seves posteriors evolucions van permetre millorar els receptors de ràdio i durant molt temps es van utilitzar les vàlvules en totes les ràdios fins que es va inventar el transistor. Al principi, aquestes ràdios només sintonitzaven AM, OL i OC, però més tard es van millorar perquè poguessin sintonitzar la banda de FM, tot i així, les ràdios a vàlvules amb FM són relativament modernes i no se'n van fabricar gaires pel fet que quan es van començar a fabricar receptors amb FM (banda de 90-108Mhz), en aquesta banda el transistor ja havia guanyat en popularitat i prestacions respecte de les vàlvules.
Es van fabricar diferents circuits per a les ràdios a vàlvules, sent el més popular el superheterodí. Altres tipus de circuits són:

## Circuit regeneratiu

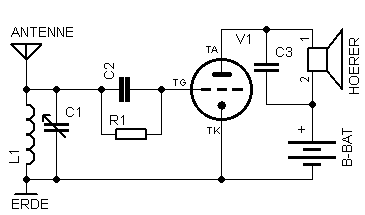
Circuit bàsic d'un receptor regeneratiu amb una vàlvula tipus tríode amb alimentació mitjançant bateries

En aquest tipus de circuit, una vàlvula oscil·la a la freqüència que es vol rebre, el senyal s'amplifica i mitjançant un bobinatge anomenat de reacció, el senyal era realimentat de nou a la bobina de sintonia, aconseguint així un augment de la selectivitat i sensibilitat del receptor. Els seus desavantatges són que necessiten un ajust per evitar la realimentació excessiva del senyal, que s'emetria al bobinatge d'antena hi ha interferències amb altres receptors propers. Depenent de la qualitat que vulgui donar-se al receptor, després de detectat el senyal per la vàlvula oscil·ladora, es passa a un amplificador de BF, compost d'una o diverses vàlvules, amb el qual s'aconsegueix augmentar el nivell de so per ser emès per un altaveu en comptes d'haver d'escoltar el receptor per auriculars.

## Circuit de ràdio freqüència sintonitzada (RFS)

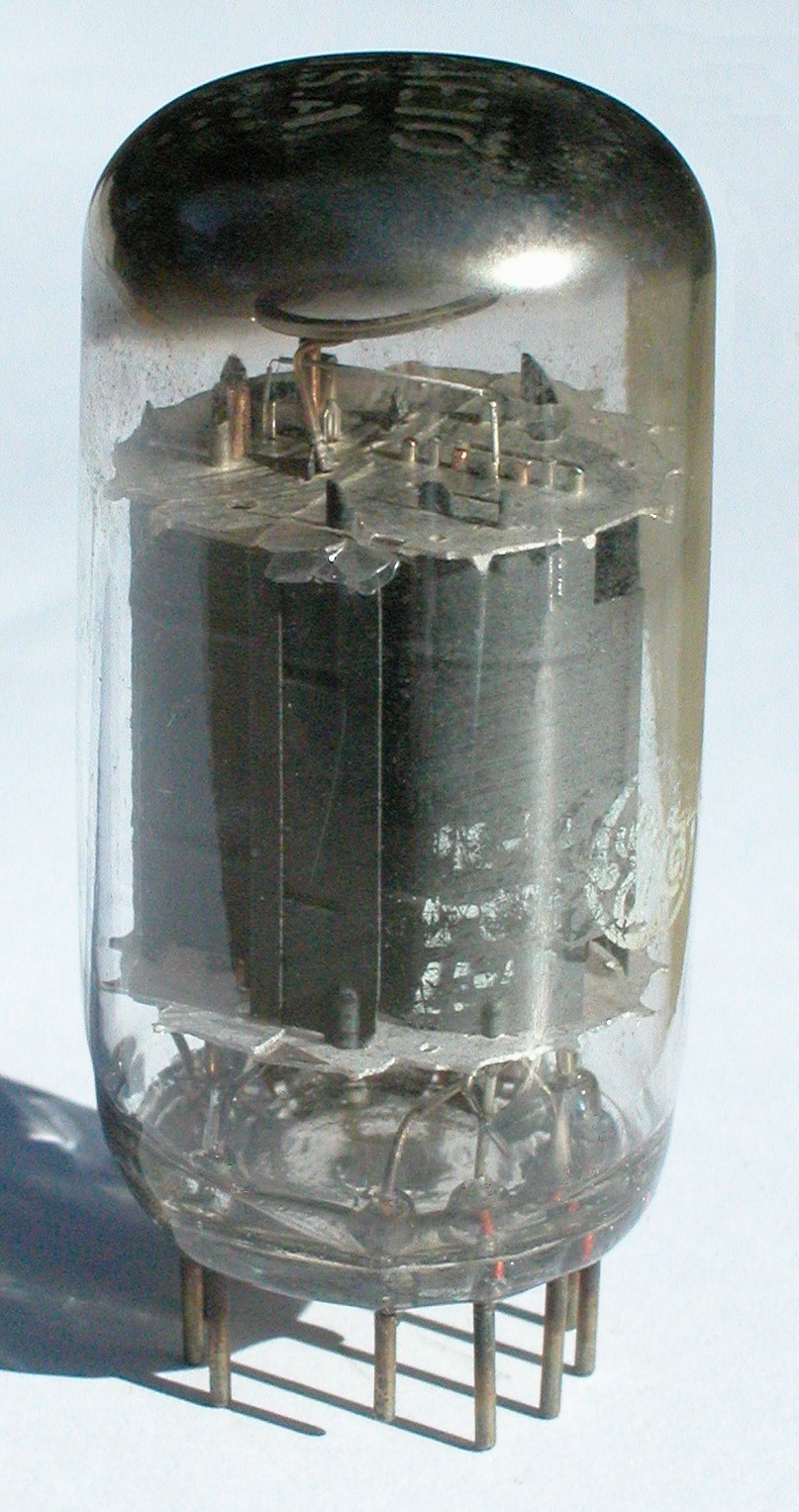
Una vàlvula termoiònica del tipus pèntode.

En aquest circuit, el senyal que es vol rebre, és amplificada diverses vegades mitjançant diverses vàlvules, cosa que fa que s'obtingui una bona selectivitat i sensibilitat. No obstant això, calen moltes vàlvules per amplificar el senyal el màxim possible, i també es necessita un condensador variable de tantes seccions com etapes amplificadores es necessitin. Perquè funcioni correctament totes les etapes amplificadores han d'estar alineades, ja que si no una etapa pot amplificar una freqüència i una altra etapa amplificar una freqüència diferent, provocant que el receptor no funcioni adequadament.

## Circuit superheterodí

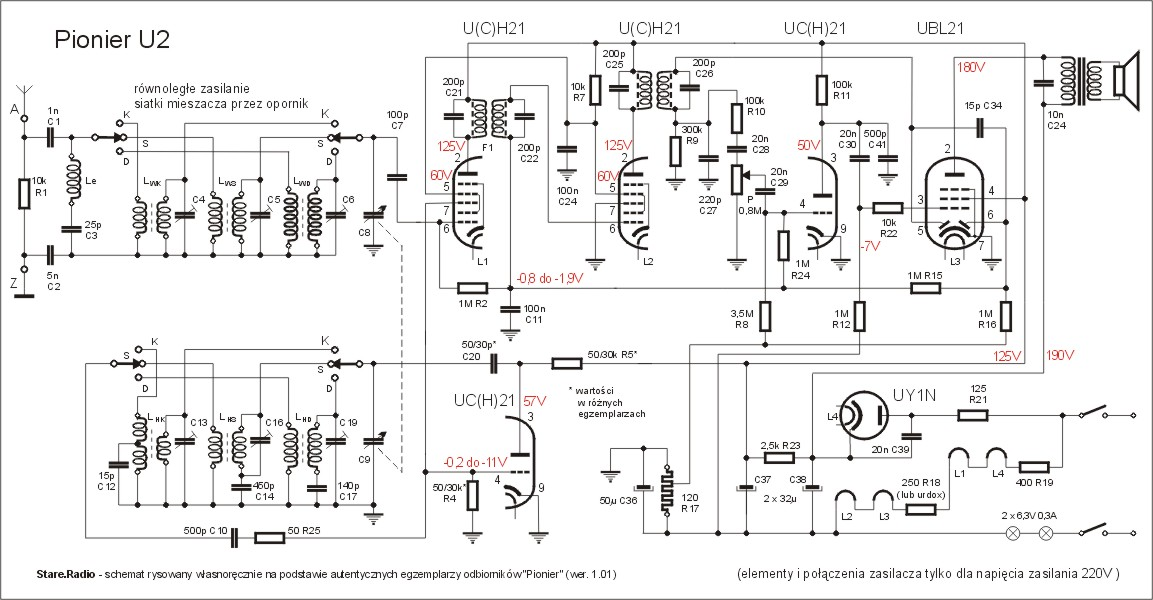
Circuit d'un receptor superheterodí de 3 vàlvules loctáles i 1 octal (UCH21, UCH21, UBL21, UY1N) tipus universal.

El circuit superheterodí és el que millor selectivitat i sensibilitat dona de tots. El seu funcionament es basa en el següent: Un condensador variable tàndem sintonitza la freqüència de recepció i alhora també se selecciona una freqüència en un circuit anomenat oscil·lador local. Després, una vàlvula (típicament un hexodo) barreja el senyal d'antena amb la de l'oscil·lador local, i l'envia a un conjunt de filtres anomenats de Freqüència Intermèdia (FI) amb un valor fix preajustat, típicament de 455 kHz per AM i uns 10, 7 MHz per FM. Una vàlvula amplifica el senyal del primer transformador de FI, i l'envia al segon. Després d'això es passa el senyal al detector i posteriorment a l'amplificador de BF.

## Alimentació dels receptors
Els receptors de ràdio a vàlvules poden alimentar-se de bateries o de la xarxa. Els que s'alimenten de bateries solen necessitar dues bateries diferents, una per a alta tensió de placa (que pot arribar fins a 90V), i una altra per a l'alimentació de filaments (que normalment és d'1,5 V). També a les més velles es pot necessitar una altra pila que proveeix un voltatge negatiu per a les vàlvules. Les ràdios que es connecten a la xarxa solen tenir una alimentació d'uns 125-220V. Depenent de si porten transformador d'alimentació o no, es diuen ràdios universals les que no tenen aquest transformador, podent així funcionar tant en corrent continu com a corrent altern, però amb l'inconvenient que un pol està connectat al xassís. Si el xassís es toca, pot donar una descàrrega elèctrica fatal que fins i tot pot arribar a la mort.

## Les ràdios a vàlvules avui dia
Aquestes ràdios han estat superades per les ràdios que utilitzen transistors, ja que aquestes són més petites i més eficients que les de vàlvules. No obstant això, encara hi ha col·leccionistes que busquen ràdios i les restauren o reparen. També hi ha gent que fins i tot fabriquen ells mateixos ràdios a vàlvules amb peces d'avui dia (DIY). Encara que en aquest cas, les peces poden arribar a ser complicades de trobar i algunes es pot recórrer a fabricar-les ells mateixos, com el condensador variable o les bobines que utilitzi el receptor.